# Saturn-Apollo 2

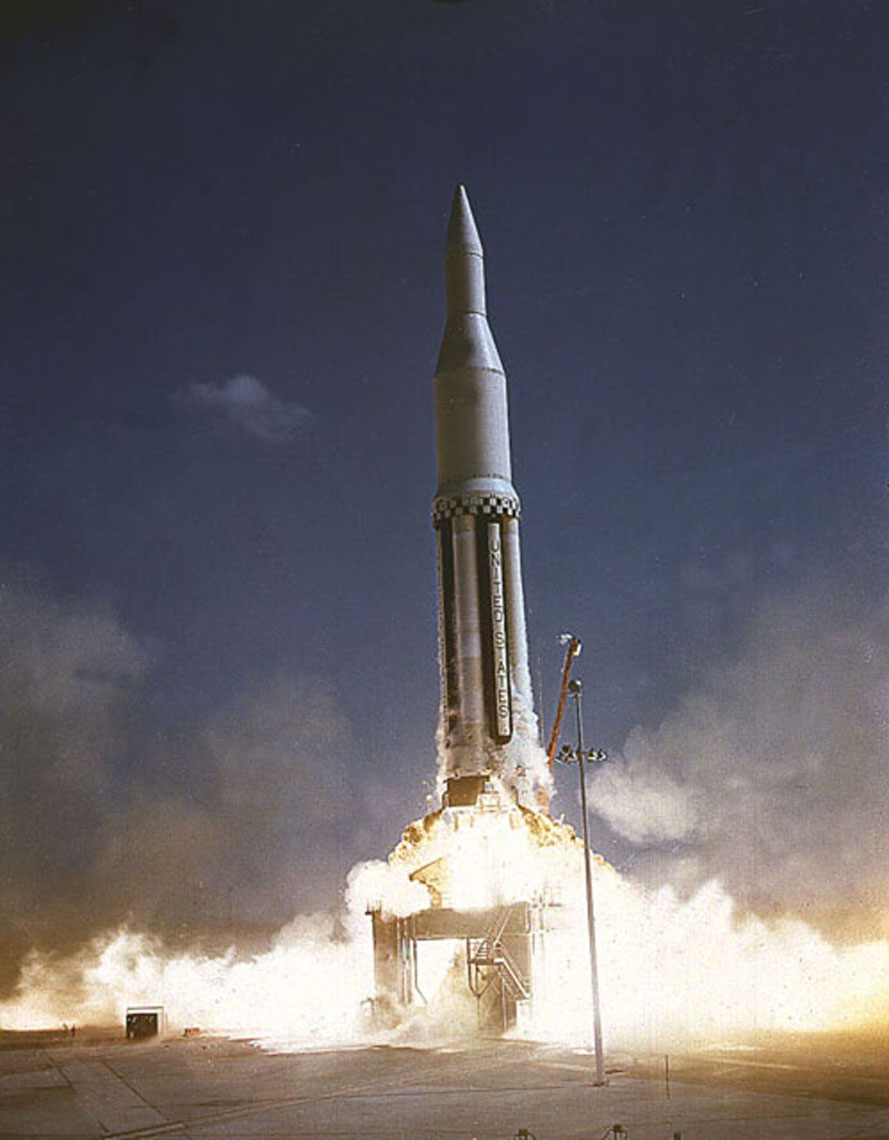
Start lotu SA-2

Saturn-Apollo 2 (SA-2) – drugi testowy lot rakiety nośnej Saturn I, w której II i III człon były makietami; pierwszy z dwóch lotów Projektu Highwater. Eksperyment ten został opracowany, by spożytkować lot do czegoś więcej, niż tylko testowanie rakiety.

## Cele misji
Drugi start rakiety Saturn, przewidzianej do dalszych misji kosmicznych i wysyłania większych ładunków na orbitę. Podobnie jak w pierwszym przypadku, chodziło o wypróbowanie funkcjonowania pierwszego stopnia rakiety. Drugi człon i ładunek użytkowy zastąpione były atrapami, wypełnionymi 86 tonami wody dla uzyskania prawidłowego rozkładu masy. Kolejnym celem misji było zbadanie skutków wprowadzenia znacznej ilości wody do jonosfery.

## Misja
Saturn SA-2 miał masę startową 420 ton, z czego 280 ton to materiał pędny, a 86 ton to balast wodny. W przeciwieństwie do rakiety SA-1, którą kierowano wysyłanymi co dziesięć sekund z Ziemi sygnałami, działającymi na wychylenia jednego z silników, Saturn SA-2 był kierowany przez urządzenia zainstalowane w rakiecie. Został w ten sposób wprowadzony na trajektorię nachyloną do poziomu pod kątem 43° w ciągu 90 sekund.

## Przebieg misji
Start rakiety nastąpił 25 kwietnia 1962 roku o godz. 14:00 UTC ze stanowiska 34 na kosmodromie Cape Canaveral Air Force Station. Był to lot suborbitalny. Po 162 sekundach, lot na wysokość 105 kilometrów i po zakończeniu działania wszystkich urządzeń pierwszego stopnia, na sygnał nadany z Ziemi, zakończył się planową eksplozją rakiety, uwalniającą balast 86 ton wody umieszczony w makietach wyższych stopni rakiety. Wybuch wytworzył chmurę lodu, której towarzyszyły zjawiska podobne do piorunów. Utworzona wskutek eksplozji sztuczna chmura, początkowo złożona z kropelek wody i mgły, a potem kryształków lodu, miała posłużyć do celów badawczych. Chmurę można było obserwować przez 12 sekund (już po dwóch sekundach miała średnicę 16 km). Modyfikacje mające zmniejszyć nadmierne kołysanie się paliwa, które wystąpiło w trakcie lotu Saturn-Apollo 1 (SA-1), przyniosły oczekiwany rezultat. Rakieta osiągnęła maksymalną prędkość 6000 km/h i ciąg 600 Mg-siły. Lot trwał 150 sekund. Niemal identyczny eksperyment przeprowadzono także podczas następnego testu, Saturn-Apollo 3 (SA-3), 16 listopada 1962 roku.